# Rue Brancas
La rue Brancas est une voie de circulation à Sèvres, dans les Hauts-de-Seine. Elle est connue pour les nombreux artistes qui y demeurèrent.

## Situation et accès

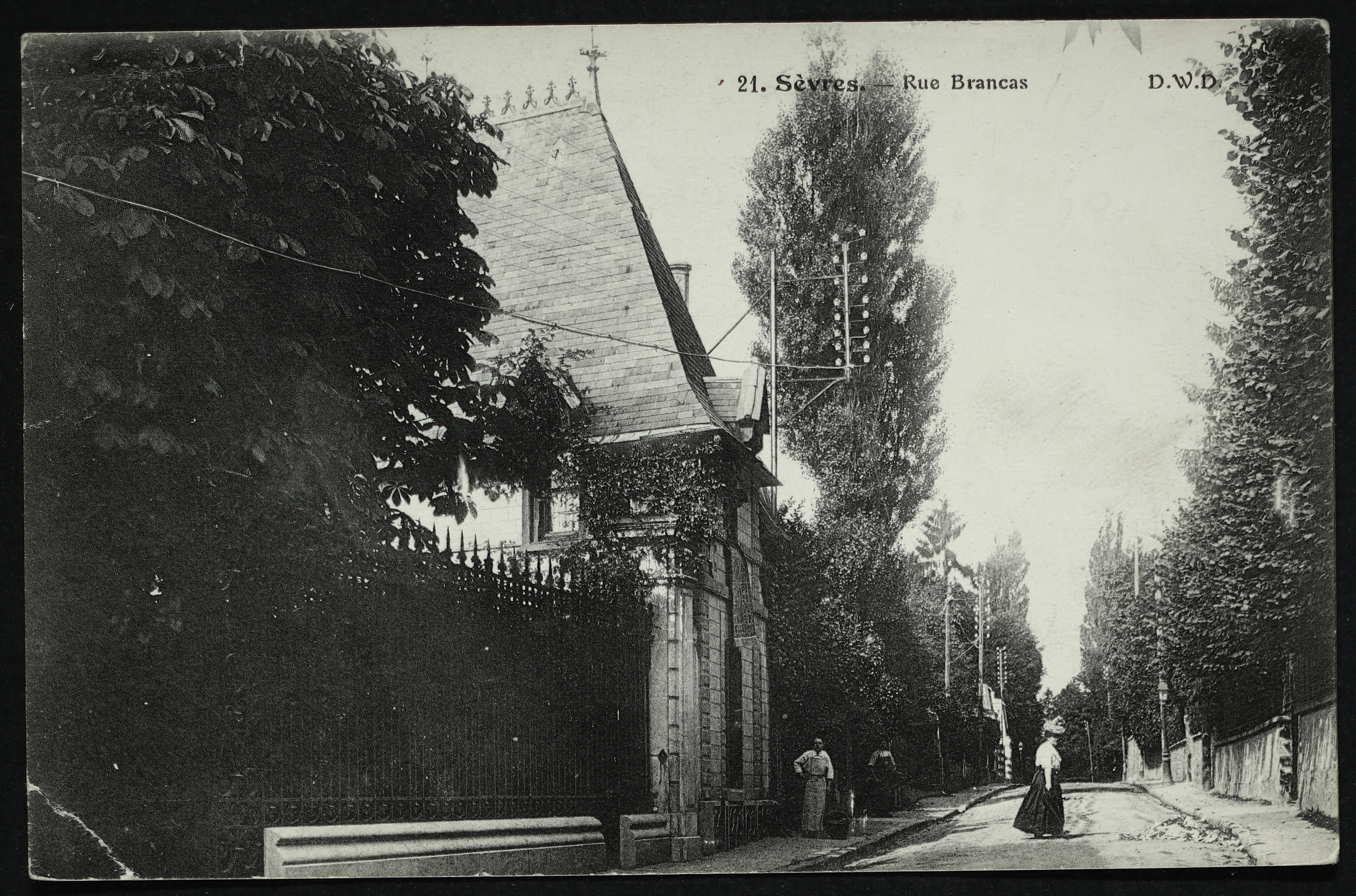
Rue Brancas, vers 1900.

Cette rue au tracé sinueux longe les coteaux de la rive droite de Sèvres, que permettent de gravir des escaliers datant de la fin du XIXe siècle.

## Origine du nom

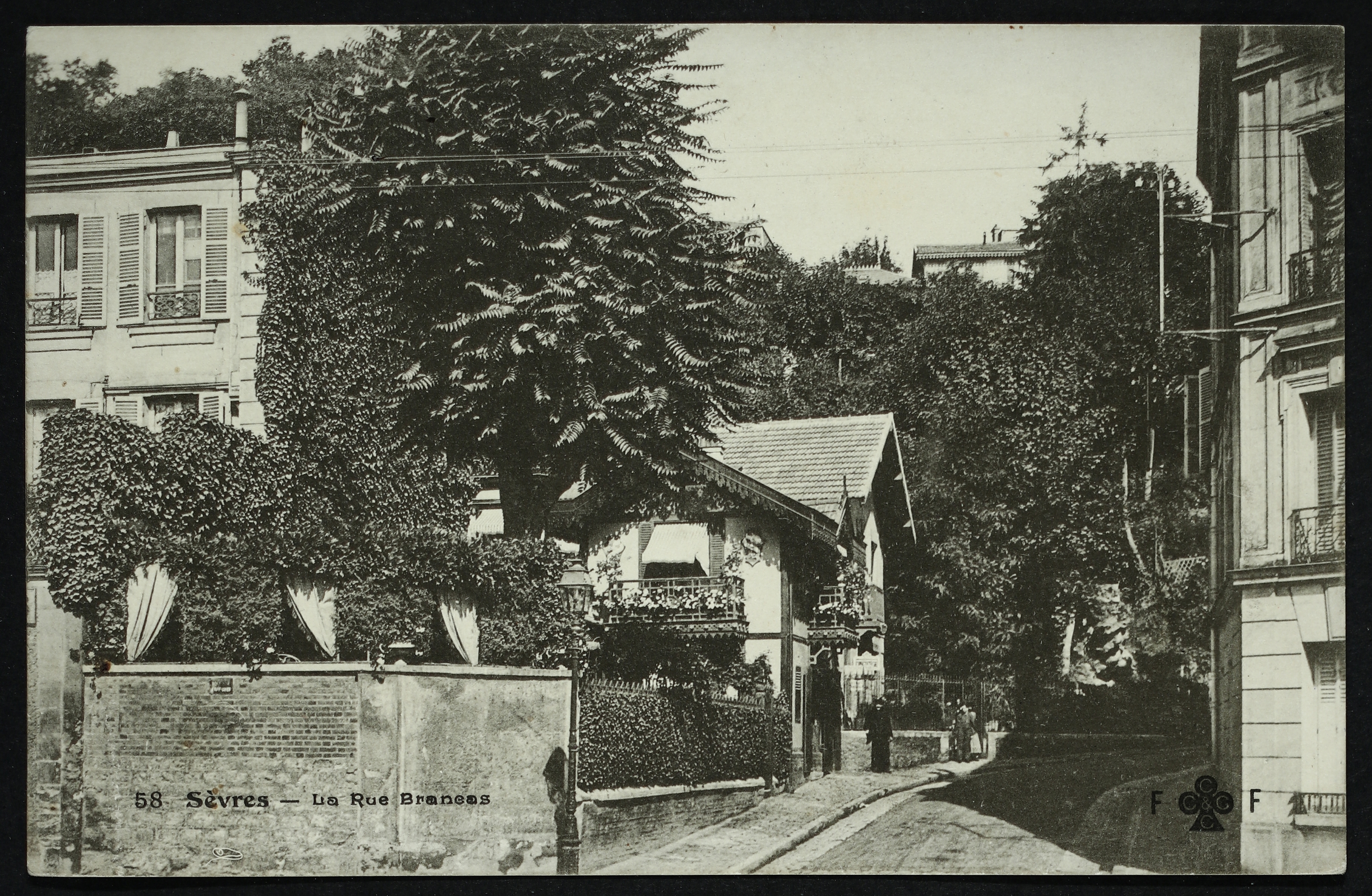
Sèvres - La Rue Brancas.

Cette rue tient son nom de Louis-Léon de Brancas, qui consacra une partie de sa fortune et de son temps à la chimie, et notamment à la fabrication de la porcelaine.

## Historique

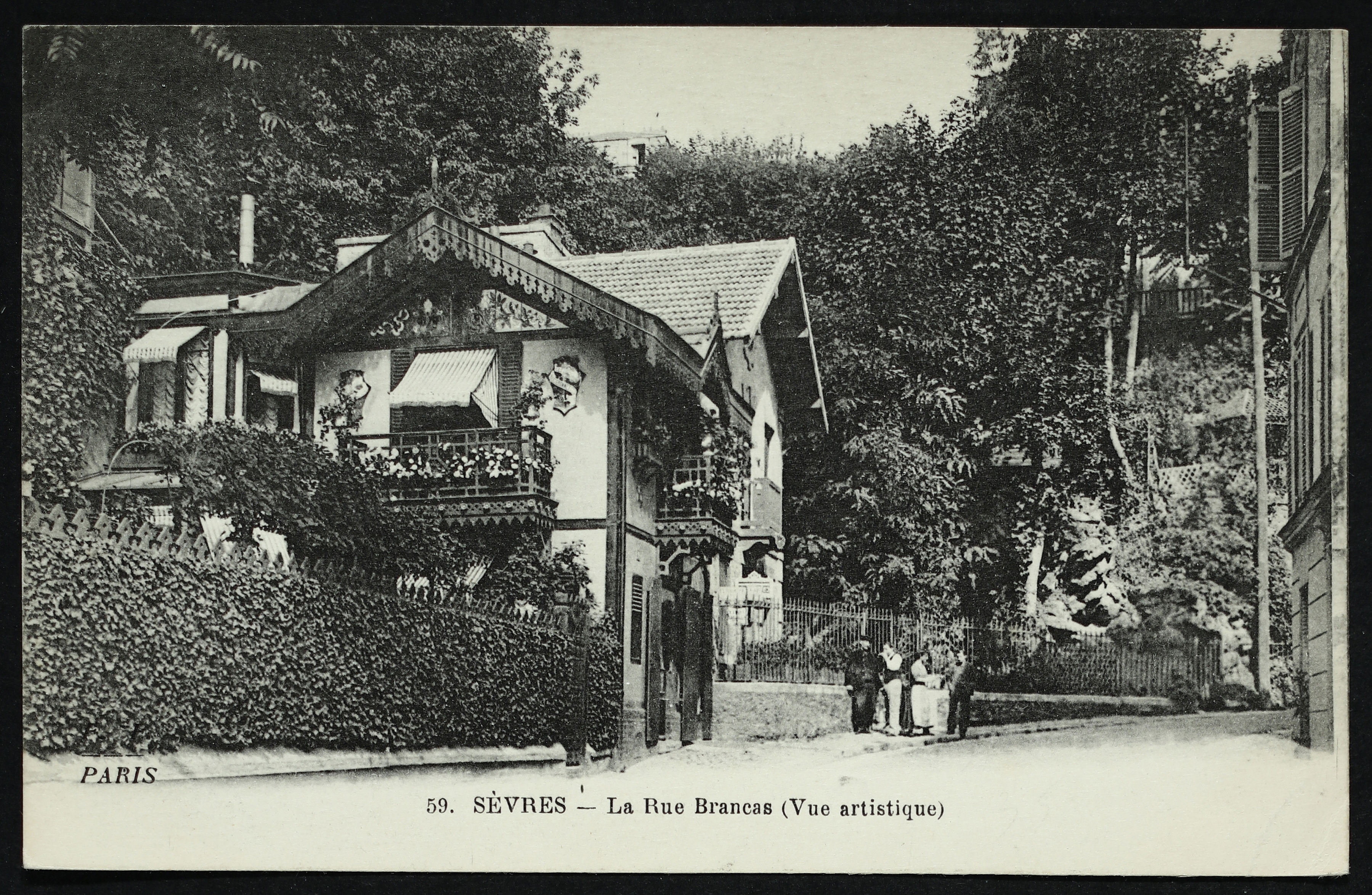
La rue Brancas (vue artistique).

Elle est classée dans la voirie urbaine en 1935.
À partir des années 1950, la ville subit une rénovation urbaine massive visant à faciliter la circulation routière. La rue échappe à ces bouleversements, étant simplement mise en sens unique, évitant ainsi des expropriations coûteuses et électoralement contreproductives.

## Bâtiments remarquables et lieux de mémoire

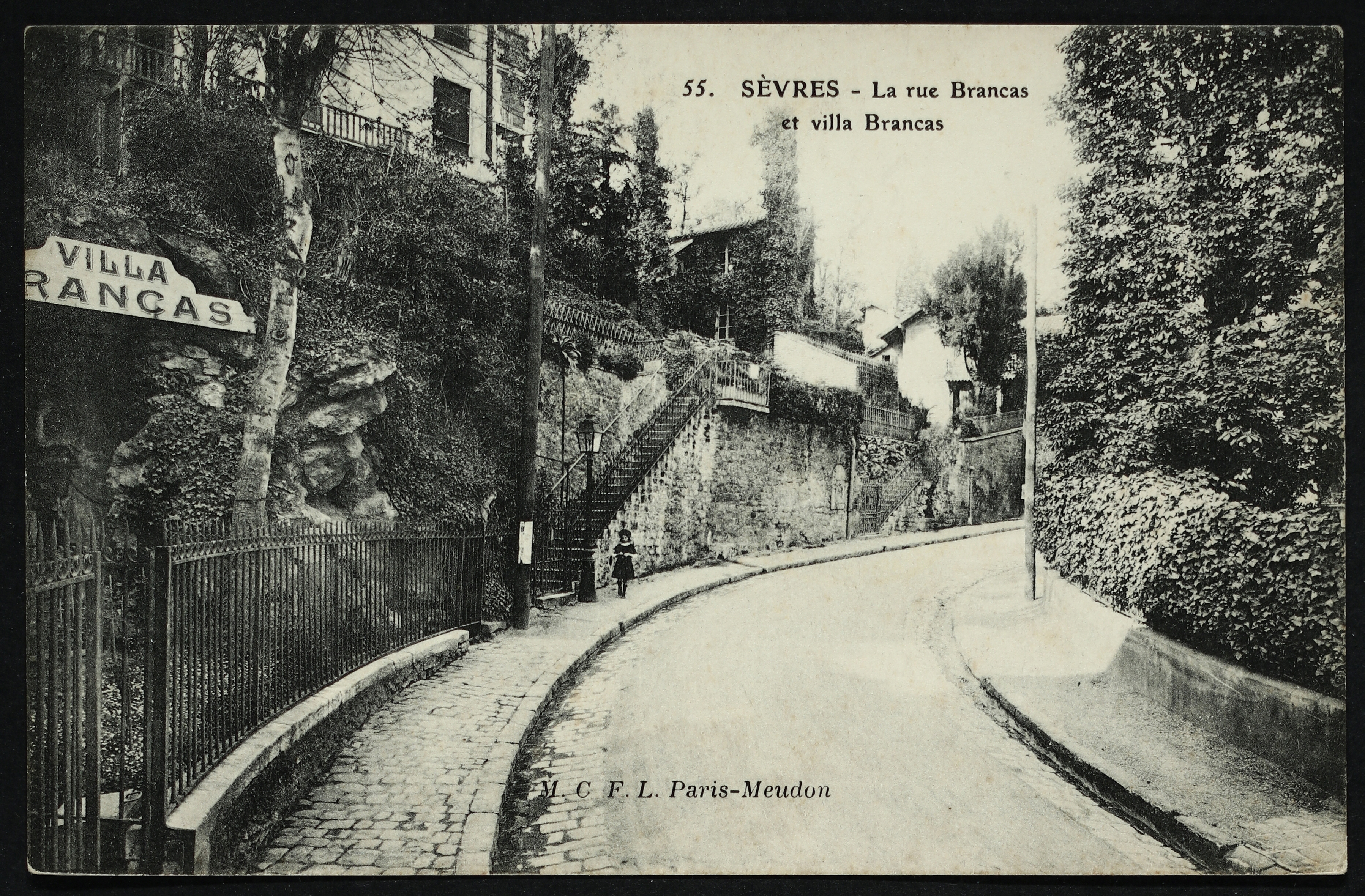
La villa Brancas.

- Arlette Lejeune y fonda l'école Jean-Cavaillès dans la villa Beauregard[6].
- L'écrivain Michel Volkovitch y a habité en 1951[7].
- Le céramiste Taxile Doat y installa son atelier.
- Lotissement « Villa Brancas », créé en 1856[8]. Elle fut représentée par Marie Bracquemond[9].
- Alexandre de Salzmann y créa le groupe Gurdjieff[10], avec son épouse Jeanne de Salzmann[11]. René Daumal y vécut et en fut fortement influencé[12],[13]. L'écrivain Luc Dietrich le fréquenta[14].
- Au no 14 se trouvait un observatoire installé par Charles Edmond Apoil[15],[16].
- Des scènes du film Béru et ces dames ont été tournées au no 109, où l'inspecteur Bérurier hérite d'une maison close[17].